# Paul Burkhard
Paul Burkhard (Zurigo, 21 dicembre 1911 – Zell, 6 settembre 1977) è stato un compositore svizzero.
Non ha nulla a che vedere con il compositore suo contemporaneo Willy Burkhard.
Egli scrisse principalmente oratori, musical e operette.
Probabilmente la sua creazione artistica più famosa fu la canzone O mein Papa sulla morte di un amato clown-padre, scritta per il musical Der schwarze Hecht ("Il bel nero"), ripubblicato nel 1950 con il titolo Das Feuerwerk ("Il fuoco d'artificio"), la cui prima fu rappresentata nell'aprile del 1939. La canzone salì al primo posto nella Sheet Music Chart mantenendo la posizione per 26 settimane. Da allora la canzone è stata cantata e/o suonata e registrata da numerosi artisti, tra i quali Alan Breeze, Billy Cotton, Billy Vaughn, Connie Francis, Diana Decker, Eddie Calvert, Eddie Fisher, The Everly Brothers, Harry James, Lys Assia, Ray Anthony & la sua Orchestra, Russ Morgan & la sua Orchestra e molti altri.

## Opere (selezione)
- 1935: Hops
- 1950: Das Feuerwerk (Originale: Der schwarze Hecht, 1939) con la canzone O mein Papa
- 1951: Die kleine Niederdorf-Oper
- 1960: Frank der Fünfte – Commedia musicale; Oper einer Privatbank, di Friedrich Dürrenmatt
- 1960: D Zäller Wiehnacht – canto natalizio
- 1965: Noah – La storia di Noè e l'Arca – per bambini
- 1971: Zäller Oschtere – Storia della Passione